# Charlotte Sting
Charlotte Sting – nieistniejący zespół ligi WNBA (Women’s National Backetball Association), który miał swoją siedzibę w Charlotte (Karolina Północna). Funkcjonował w latach 1997–2007.

## Historia
Początki dla klubu z Charlotte były bardzo udane. W pierwszych trzech sezonach istnienia klubu, za każdym razem awansowały do Play-offs. W 2000 zespołowi po raz pierwszy nie udało się awansować do Play-offs (8 zwycięstw, 24 porażki w sezonie zasadniczym), ale już rok później powróciły do walki o Back to Back. Przez następne trzy lata drużyna Sting wchodziła do Play-offs, ale ani razu nie zdobyła tytułu mistrzowskiego.

## Sezon po sezonie
| Sezon           | Zespół          | Konferencja     | Konferencja     | Sezon regularny | Sezon regularny | Sezon regularny | Rezultaty Play-off | Trener                             |
| Sezon           | Zespół          | Konferencja     | Konferencja     | W               | P               | %               | Rezultaty Play-off | Trener                             |
| --------------- | --------------- | --------------- | --------------- | --------------- | --------------- | --------------- | --- | ---------------------------------- |
| Charlotte Sting |                 |                 |                 |                 |                 |                 | |                                    |
| 1997            | 1997            | Wschodnia       | 3               | 15              | 13              | 53,6            | Przegrana w półfinale WNBA (Houston, 0–1)                                                                                                | Marynell Meadors                   |
| 1998            | 1998            | Wschodnia       | 2               | 18              | 12              | 60              | Przegrana w półfinale WNBA (Houston, 0–2)                                                                                                | M. Meadors                         |
| 1999            | 1999            | Wschodnia       | 3               | 15              | 17              | 46,9            | Wygrana w półfinale konferencji (Detroit, 1–0) Przegrana w finale konferencji (New York, 1–2)                                            | M. Meadors (5–7) D. Hughes (10–10) |
| 2000            | 2000            | Wschodnia       | 8               | 8               | 24              | 25              | | T.R. Dunn                          |
| 2001            | 2001            | Wschodnia       | 4               | 18              | 14              | 56,3            | Wygrana w półfinale konferencji (Cleveland, 2–1) Wygrana w finale konferencji (New York, 2–1) Przegrana w finale WNBA (Los Angeles, 0–2) | Anne Donovan                       |
| 2002            | 2002            | Wschodnia       | 2               | 18              | 14              | 56,3            | Przegrana w półfinale konferencji (Washington, 0–2)                                                                                      | Anne Donovan                       |
| 2003            | 2003            | Wschodnia       | 2               | 18              | 16              | 52,9            | Przegrana w półfinale konferencji (Connecticut, 0–2)                                                                                     | Trudi Lacey                        |
| Charlotte Sting |                 |                 |                 |                 |                 |                 | |                                    |
| 2004            | 2004            | Wschodnia       | 5               | 16              | 18              | 47,1            | | Trudi Lacey                        |
| 2005            | 2005            | Wschodnia       | 6               | 6               | 28              | 17,6            | | T. Lacey (3–21) M. Bogues (3–7)    |
| 2006            | 2006            | Wschodnia       | 6               | 11              | 23              | 32,4            | | Muggsy Bogues                      |
| Sezon regularny | Sezon regularny | Sezon regularny | Sezon regularny | 143             | 179             | 44,4            | 1 mistrzostwo konferencji | 1 mistrzostwo konferencji          |
| Play-off        | Play-off        | Play-off        | Play-off        | 6               | 13              | 31,6            | 0 mistrzostw WNBA | 0 mistrzostw WNBA                  |

## Zastrzeżone numery
- 32. – Andrea Stinson

## Ostatni skład zespołu
| Charlotte Sting – 2006                | Charlotte Sting – 2006 | Charlotte Sting – 2006 | Charlotte Sting – 2006 | Charlotte Sting – 2006 |
| ------------------------------------- | ---------------------- | ---------------------- | ---------------------- | ---------------------- |
| Trener: Muggsy Bogues                 |                        |                        |                        |                        |
| Poz.                                  | Nr                     | Zawodniczka            | Zawodniczka            | Uczelnia               |
| G                                     | 10                     | Stany Zjednoczone      | LaToya Bond            | University of Missouri |
| G                                     | 1                      | Stany Zjednoczone      | Tasha Butts (IL)       | Tennessee              |
| G-F                                   | 25                     | Stany Zjednoczone      | Monique Currie         | Duke                   |
| G                                     | 30                     | Stany Zjednoczone      | Helen Darling          | Penn State             |
| C                                     | 42                     | Stany Zjednoczone      | Tye'sha Fluker         | Tennessee              |
| C                                     | 33                     | Białoruś               | Jelena Leuczanka (IL)  | West Virginia          |
| F-C                                   | 4                      | Stany Zjednoczone      | Janel McCarville       | Minnesota              |
| F-G                                   | 2                      | Stany Zjednoczone      | Sheri Sam              | Vanderbilt             |
| F-C                                   | 50                     | Stany Zjednoczone      | Tangela Smith          | Iowa                   |
| C                                     | 55                     | Kanada                 | Tammy Sutton-Brown     | Rutgers                |
| F                                     | 12                     | Stany Zjednoczone      | Ayana Walker           | Louisiana Tech         |
| (IL) – Lista nieaktywnych zawodniczek |                        |                        |                        |                        |

## Trenerzy
- Marynell Meadors (1997–1999)
- Dan Hughes (1999)
- T.R. Dunn (2000)
- Anne Donovan (2001–2002)
- Trudi Lacey (2003–2 sierpnia 2005)
- Tyrone "Muggsy" Bogues (3 sierpnia 2005 – 2007)